# Ghosts (Strawbs)
Ghosts è l'ottavo album degli Strawbs, pubblicato dalla A&M Records nel febbraio del 1975. Il disco fu registrato tra il 16 luglio ed il 13 settembre 1974 al The Manor (a Kidlington, Oxfordshire), al Sound Techniques (Londra) ed al TPA (Londra), ad eccezione del brano Where Do You Go, registrato all'Island Studios di Londra (Inghilterra) il 30 luglio 1973.

## Tracce
Lato A
1. Ghosts – 8:33 (Dave Cousins)
2. Lemon Pie – 4:01 (Dave Cousins)
3. Starshine / Angel Wine – 5:15 (Chas Cronk)
4. Where Do You Go (When You Need a Hole to Crawl In) – 3:02 (Dave Cousins)

Lato B
1. The Life Auction – 6:53 (a) Dave Cousins, John Hawken b) Dave Cousins, Dave Lambert)
2. Don't Try to Change Me – 4:28 (Dave Lambert)
3. Remembering – 1:00 (John Hawken)
4. You and I (When We Were Young) – 4:00 (Dave Cousins)
5. Grace Darling – 3:55 (Dave Cousins)

Edizione CD del 1998, pubblicato dalla A&M Records
1. Ghosts: (I) Sweet Dreams; (II) Night Light; (III) Guardian Angel – 8:31 (Dave Cousins)
2. Lemon Pie – 4:03 (Dave Cousins)
3. Starshine / Angel Wine – 5:15 (Chas Cronk)
4. Where Do You Go (When You Need a Hole to Crawl In) – 3:03 (Dave Cousins)
5. The Life Auction; (I) Impressions of Southall from the Train; (II) The Auction – 6:52 (I) Dave Cousins, John Hawken II) Dave Cousins, Dave Lambert)
6. Don't Try to Change Me – 4:28 (Dave Lambert)
7. Remembering – 0:55 (John Hawken)
8. You and I (When We Were Young) – 4:04 (Dave Cousins)
9. Grace Darling – 3:55 (Dave Cousins)
10. Changes Arrange Us – 3:55 (Rod Coombes) – Bonus Track

## Musicisti
- Dave Cousins - voce, chitarra acustica, chitarra elettrica, recorder
- Dave Lambert - voce, chitarra elettrica, chitarra acustica
- John Hawken - pianoforte, pianoforte elettrico, clavicembalo, mellotron, sintetizzatore moog, organo hammond, organo a canne
- Chas Cronk - basso, chitarra acustica, accompagnamento vocale
- Rod Coombes - batteria, congas, percussioni, accompagnamento vocale

Musicisti aggiunti
- Claire Deniz - violoncello
- Robert Kirby - arrangiamenti cori